# Itame particolor
Itame particolor är en fjärilsart som beskrevs av George Duryea Hulst 1898. Itame particolor ingår i släktet Itame och familjen mätare. Inga underarter finns listade i Catalogue of Life.